# Ciburayut
Ciburayut is een bestuurslaag in het regentschap Bogor van de provincie West-Java, Indonesië. Ciburayut telt 12.022 inwoners (volkstelling 2010).